# Anathallis pubipetala
Anathallis pubipetala là một loài lan.